# Campeonato Nacional de Rodeo de 1987
El Campeonato Nacional de Rodeo de 1987 fue la 39.° edición de la final chilena de rodeo, se disputó desde el 11 al 13 de octubre de 1987 en Rancagua. Se corrió en esa fecha ya que en la época que tradicionalmente se corre el Champion de Chile (fines de marzo o principios de abril), hubo un brote de fiebre aftosa que afectó al ganado en ese año y por eso los organizadores aplazaron el campeonato para el mes de octubre, siendo el evento transmitido a todo Chile en diferido el sábado 17 por las pantallas de Televisión Nacional de Chile. 
Los campeones fueron Carlos Mondaca y Juan Carlos Loaiza en "Rico Raco" y "Papayero" con 22 puntos. Fue el primer título nacional para ambos jinetes.

## Desarrollo de la serie de campeones
En el primer animal 24 colleras hicieron cero puntos en la primera atajada, en tanto que cinco se matricularon con puntos malos. A pesar de que el ganado no estaba corrido, fue muy complicado para los corredores.
Juan Carlos Loaiza y Carlos Mondaca tenían tres colleras clasificadas para la final. En los potros nuevos "Goterón" y "Satanás" salen con un punto malo del apiñadero y las dos primeras llegadas son de cero cada una. En la última rescatan los dos puntitos salvadores para quedar adentro; "Goterón" se encontraba lesionado. Finalmente solo llegaron al segundo toro.
En "Rico Raco" y "Papayero" en el primer animal hacen cero en la primera, cero en la segunda y tres claros en la última. Tres puntos para asomarse al futuro. En el segundo animal hacen seis puntos y pasan al tercer animal con 9 puntos. Pasan al cuarto animal con 13 puntos, mientras que Patricio Fresno y Manuel Fuentes en "Tranquilo" y "Campero" tenían 16 puntos, uno más que los del Criadero Villa Río en "Entonado" y "Don Guara". Además Ramón Cardemil y Fernando Navarro en "Bellaco" y "Esquinazo" tenían 14 puntos.

### Cuarto animal
La gente en la medialuna se puso de pie para presenciar el último animal. Los primeros en correr fueron Fresno y Fuentes, quienes hacen cero puntos en la primera, tres en la segunda y dos en la tercera, totalizando cinco puntos para alzarse a los 21.
Los jinetes Maucho Riquelme y Renato Dinamarca del Villa Río en "Entonado" y "Don Guara" hicieron cero en la primera llegada, tres en la segunda y cero en la tercera, quedando con 18 puntos, lejos de los líderes.
El Corral Santa Isabel en "Qué Luna" y "Pajarita" marcaron uno malo en la primera llegada, y en la siguiente, hay dos atajadas clarísimas de tres. Pudieron ser más y sólo fueron cinco. Total 18, y empate con el Criadero Villa Río. 
El Criadero Santa Elba, favoritos indiscutidos del público, se van a piño en la primera atajada de Fernando Navarro. Ramón Cardemil marcó tres en la segunda atajada y Navarro marcó tres más en la última, quedando con cuatro en el cuarto toro y 18 en la final, empatando con el Corral Santa Isabel y Criadero Villa Río.
La penúltima collera del rodeo fue la del Corral Atacalco en "Curanto" y "Enano Maldito". Necesitaban grande y van con hechuras de grande. Pero no. La jornada no estaba para ellos. Cero a la mano de adelante, dos a la de atrás y cero en la última llegada. Quedaron con solo 15 puntos.
Carlos Mondaca y Juan Carlos Loaiza necesitaban ocho para empatar y nueve para ser campeones. Con "Papayero" a la mano realizaron tres grandes. A la mano de atrás otros tres grandes de Carlos Mondaca y el novillo a tierra. En la última atajada necesitaban tres puntos para ser campeones, Loaiza y "Papayero" los marcaron claramente y se consagraron como los nuevos campeones de Chile.

### Desempate
Juan Carlos Loaiza y Carlos Mondaca eran campeones con 22 puntos, mientras que los vicecampeones eran Patricio Fresno y Manuel "Farolito" Fuentes con 21 puntos. En el tercer lugar estaban empatadas tres colleras: El Criadero Villa Río, el Corral Santa Isabel (actual Criadero Santa Isabel) y el Criadero Santa Elba de Curicó, todos con 18 puntos. 
El Criadero Villa Río tiene una carrera de cinco (3-0-2); el Corral Santa Isabel hace una de seis (3-0-3) y Ramón Cardemil y Fernando Navarro una de cuatro (3-dos malos-3).

## Resultados

### Serie de campeones
| Cuarto Animal 1987 | Cuarto Animal 1987                    | Cuarto Animal 1987       | Cuarto Animal 1987 | Cuarto Animal 1987 |
| ------------------ | ------------------------------------- | ------------------------ | ------------------ | ------------------ |
| Lugar              | Jinetes                               | Caballos                 | Asociación         | Puntaje            |
| 1.º                | Carlos Mondaca y Juan Carlos Loaiza   | "Rico Raco" y "Papayero" | Valdivia           | 22                 |
| 2.º                | Patricio Fresno y Manuel Fuentes      | "Tranquilo" y "Campero"  | O'Higgins          | 21                 |
| 3.º                | Ricardo de la Fuente y Alberto Yáñez  | "Qué Luna" y "Pajarita"  | O'Higgins          | 18+6               |
| 4.º                | Maximiliano Riquelme y Luis Dinamarca | "Entonado" y "Don Guara" | Ñuble              | 18+5               |
| 5.º                | Ramón Cardemil y Fernando Navarro     | "Bellaco" y "Esquinazo"  | Curicó             | 18+4               |

- Movimiento de la rienda: Luis Eduardo Cortés, en "Carretero" con 51 puntos.[4]
- Sello de raza: "Ricachona", de Carlos Rodríguez.[5]

## Cuadro de honor temporada 1986-1987

### Jinetes
- 1.º Juan Carlos Loaiza[6]
- 2.º Carlos Mondaca
- 3.º Manuel Fuentes
- 4.º Ricardo de la Fuente
- 5.º Vicente Yáñez
- 6.º Guillermo Barra
- 7.º Luis Dinamarca
- 8.º Fernando Navarro
- 9.º Ramón Cardemil
- 10.º Eduardo Tamayo

### Caballos
- 1.º Consejero
- 2.º Trampero
- 3.º Entonado
- 4.º Piadoso
- 5.º Diabólico en Domingo
- 6.º Salteador III
- 7.º Qué te importa a vos
- 8.º Pensamiento
- 9.º Huaino
- 10.º Catete

### Yeguas
- 1.º Que Luna
- 2.º Barquilla
- 3.º Raquelita
- 4.º Remolona
- 5.º Rapita
- 6.º Oraya
- 7.º La Bamba
- 8.º Marilú
- 9.º Ricachona
- 10.º Alborada

### Potros
- 1.º Papayero
- 2.º Rico Raco
- 3.º Bellaco
- 4.º Campero
- 5.º Enano Maldito
- 6.º Esquinazo
- 7.º Don Guara
- 8.º Guardián III
- 9.º Prófugo
- 10.º Alacrán